# Studium Nauczycielskie w Toruniu
Studium Nauczycielskie w Toruniu (Szkoła Ćwiczeń Studium Nauczycielskiego w Toruniu) – szkoła pomaturalna kształcąca przyszłych nauczycieli, działająca w latach 1945–1971 (według innego źródła od 1954) w Toruniu. Do stycznia 1957 miała przypisany numer 12. W 1963 roku Studium przeniesiono do budynku przy ul. Bażyńskich 30/36, otrzymała wówczas nr 10. W 1971 roku Studium przekształcono w Szkołę Podstawową nr 10. Potencjał i zasoby Studium Nauczycielskiego przekazano na rzecz założonej w 1969 roku Wyższej Szkoły Nauczycielskiej w Bydgoszczy. Studium Nauczycielskie ukończyło siedmiu tysięcy słuchaczy.